# Parc de l'Île-Melville
 (mai 2023).
Si vous disposez d'ouvrages ou d'articles de référence ou si vous connaissez des sites web de qualité traitant du thème abordé ici, merci de compléter l'article en donnant les références utiles à sa vérifiabilité et en les liant à la section « Notes et références ».
Le parc de l’Île Melville est un parc régional québécois situé dans la ville de Shawinigan dans la région de la Mauricie. Il est ouvert toute l'année.

## Les activités récréatives
Le parc offre différentes activités récréatives, notamment des croisières, des excursions en bateau, du cyclisme (15 km), des glissades d'hiver, l'interprétation de la nature, des parcours aériens en forêt, de la pêche, piscine extérieure, des randonnées pédestres (15 km), des parcours en raquette (12 km), du ski alpin, de la planche à neige, du ski de fond (15 km), du canot, de la chaloupe, du kayak, du pédalo, du tennis en extérieur, du vélo de montagne  (15 km),.

## Les services
Le parc offre aussi de nombreux services comme des boutiques, des comptoirs de vente, de l'hébergement en camping pourvu d'une station de vidange, de l'hébergement sur place, une organisation de forfaits, des panoramas, des belvédères, des rampes de mise à l'eau. Le parc offre aussi des salles de réception, réunion, ou congrès. Il est à noter aussi que les animaux sont permis à travers tout le parc.
Un menu de cabane à sucre est offert en saison, une aire de pique-nique, les barbecues sont acceptés et plusieurs en location. Un casse-croûte sur place est aussi disponible et plusieurs distributrices.

## Histoire
En 1970, le Parc des Chutes Shawinigan Inc appelle le parc, le parc de l'ile Melville. En 2004, Il ouvre officiellement ses portes au grand public.